# Ravi Kumar Dahiya
Ravi Kumar Dahiya (født 12. december 1997) er en indisk bryder, der konkurrerer i fristil.
Han repræsenterede Indien ved sommer-OL 2020 i Tokyo, hvor han tog sølv i 57 kg.